# براندين كاري
براندين كاري (بالإنجليزية: Brandyn Curry)‏ مواليد 10 فبراير 1991 في هانترسفيل، هو لاعب كرة سلة أمريكي. بدأ مسيرته الاحترافية في سنة 2014. يلعب مع نادي دومجاله لكرة السلة كلاعب هجوم خلفي. يحمل الرقم 10. يبلغ طوله 6 قدم 1 بوصة (1.9 م).

## المسيرة الاحترافية
لعب مع نادي دين بوش لكرة السلة في موسم 2014–2015، ثم لعب مع إسبارن بريمرهافن في الدوري الألماني في موسم 2015–2016، ثم لعب مع نادي دومجاله لكرة السلة في سنة 2016.

## روابط خارجية
- براندين كاري على موقع كرة السلة الأوروبية.كوم (الإنجليزية)
- براندين كاري على موقع DraftExpress.com (الإنجليزية)
- براندين كاري على موقع كلية كرة السلة في سبورتس رفرنس.كوم (الإنجليزية)
- براندين كاري على موقع ريلجم (الإنجليزية)
- براندين كاري على موقع بروبوليرز (الإنجليزية)
- براندين كاري على موقع سبورتس رفرنس (الإنجليزية)